# 米爾灣 (勞里島)
米爾灣（英語：Mill Cove, Antarctica），是南極洲的海灣，位於南奧克尼群島的勞里島南岸，處於安德森角和瓦萊特島之間，在1903年由蘇格蘭探險隊繪入地圖，現時由南極條約體系管理。